# Hatsukoi
Singles de Mika Nakashima
Ashita Sekai ga Owaru Nara
(2012) Aikotoba
(2013)
Hatsukoi est le 36e single de Mika Nakashima sorti sous le label Sony Music Associated Records le 5 décembre 2012 au Japon. Il arrive 14e à l'Oricon. Il se vend à 7 063 exemplaires la première semaine et reste classé pendant 9 semaines pour un total de 12 126 exemplaires vendus. Il sort en format CD et CD+DVD.
Hatsukoi a été utilisé comme thème musical pour le film Kyou, Koi wo Hajimemasu. Hatsukoi et Kioku se trouvent sur l'album Real.

## Liste des titres
| 1. | Hatsukoi (初恋)                                                      |  |
| 2. | Kioku (記憶)                                                         |  |
| 3. | Ashita Sekai ga Owaru Nara -World’s End Ver.- (明日世界が終わるなら) |  |
| 4. | Hatsukoi (Instrumental) (初恋)                                       |  |

| 1. | Hatsukoi (初恋) |  |